# Fred E. Busbey

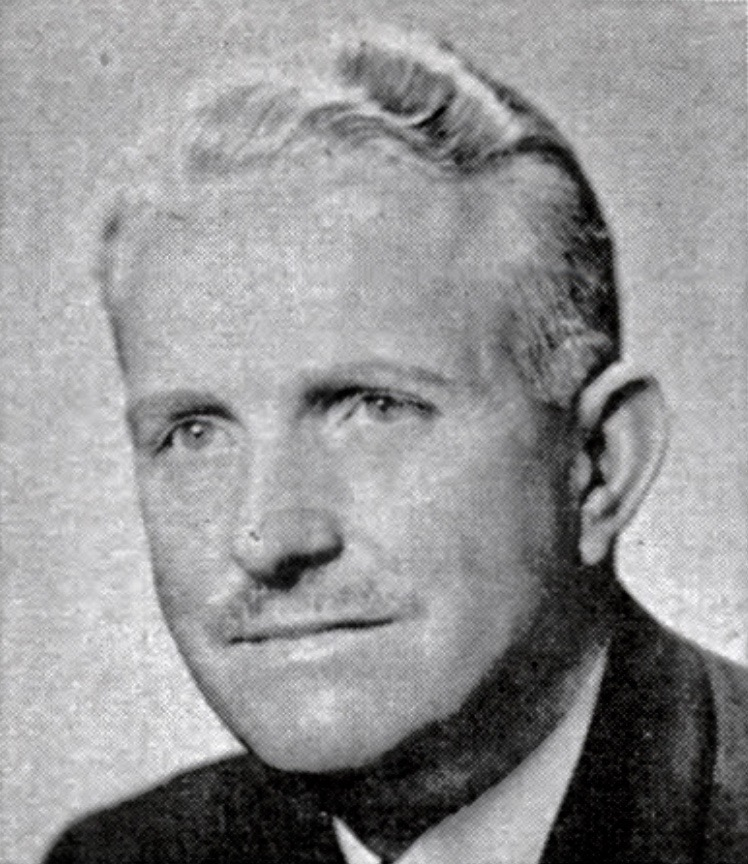
Fred E. Busbey

Fred Ernst Busbey (* 8. Februar 1895 in Tuscola, Illinois; † 11. Februar 1966 in Cocoa Beach, Florida) war ein US-amerikanischer Politiker. Zwischen 1943 und 1955 vertrat er dreimal den Bundesstaat Illinois im US-Repräsentantenhaus.

## Werdegang
Fred Busbey besuchte die öffentlichen Schulen seiner Heimat, das Armour Institute of Technology in Chicago und die Northwestern University in Evanston. Während des Ersten Weltkrieges diente er zwischen 1917 und 1919 in der Artillerie der US Army. Später arbeitete er in Chicago als Investmentmakler. Gleichzeitig schlug er als Mitglied der Republikanischen Partei eine politische Laufbahn ein. Bei den Kongresswahlen des Jahres 1942 wurde er im dritten Wahlbezirk von Illinois in das US-Repräsentantenhaus in Washington, D.C. gewählt, wo er am 3. Januar 1943 die Nachfolge von Edward A. Kelly antrat. Da er im Jahr 1944 gegen Kelly verlor, konnte er bis zum 3. Januar 1945 zunächst nur eine Legislaturperiode im Kongress absolvieren. Diese war von den Ereignissen des Zweiten Weltkrieges geprägt.
Im Jahr 1946 konnte sich Busbey erneut gegen Kelly durchsetzen und diesen am 3. Januar 1947 im US-Repräsentantenhaus wieder ablösen. Bis zum 3. Januar 1949 verbrachte er eine weitere Amtszeit im Kongress, die vom beginnenden Kalten Krieg bestimmt war. 1948 unterlag er Neil J. Linehan. In den Jahren 1950 und 1952 wurde Fred Busbey erneut im dritten Distrikt seines Staates in den Kongress gewählt. Dort konnte er zwischen dem 3. Januar 1951 und dem 3. Januar 1955 zwei letzte Legislaturperioden absolvieren. In diese Zeit fielen der Koreakrieg und der Beginn der Bürgerrechtsbewegung. 1954 wurde er endgültig abgewählt.
Nach dem Ende seiner Zeit im US-Repräsentantenhaus betätigte sich Fred Busbey bis 1958 wieder als Investmentmakler. Danach zog er sich in den Ruhestand zurück, den er in Cocoa Beach verbrachte, wo er am 11. Februar 1966 starb. Er wurde in Chicago beigesetzt.